# Suite de ballet pour orchestre

La Suite de ballet pour orchestre est une suite orchestrale de Max Reger. Composée en 1913, elle est créée la même année par Ernst Wendel.

## Structure
1. Entrée: Rythme de marche festive
2. Adagietto: Portrait de Colombine
3. Vivace: Portrait d'Arlequin
4. Larghetto: Dialogue amoureux entre Pierrot et Pierrette
5. Valse d'amour: Valse à la manière de Strauss
6. Presto-Finale: Fête

- Durée d'exécution: vingt minutes